# Красна Горка (Кукнурське сільське поселення)
Кра́сна Го́рка (рос. Красная Горка, марій. Красногорка) — присілок у складі Сернурського району Марій Ел, Росія. Входить до складу Кукнурського сільського поселення.

## Населення
Населення — 8 осіб (2010; 15 у 2002).
Національний склад (станом на 2002 рік):
- марі — 73 %
- росіяни — 27 %